# Internationale Feuerwehrwettkämpfe
Der Internationale Feuerwehrverband (CTIF) führt seit 1961 alle vier Jahre die Internationalen Feuerwehrwettkämpfe des CTIF (Weltmeisterschaften) an verschiedenen Orten durch. Sie werden auch als Feuerwehrolympiade bezeichnet. Auch für die Jugendfeuerwehr (Feuerwehrjugend) werden regelmäßig Wettkämpfe auf internationaler Ebene durchgeführt. Diese werden allerdings im Zweijahresrhythmus veranstaltet.
Bei den Wettkämpfen im Juli 2017 in Villach/Österreich haben nahezu 2.900 Teilnehmer aus 27 Ländern teilgenommen.

## Wettkampfarten

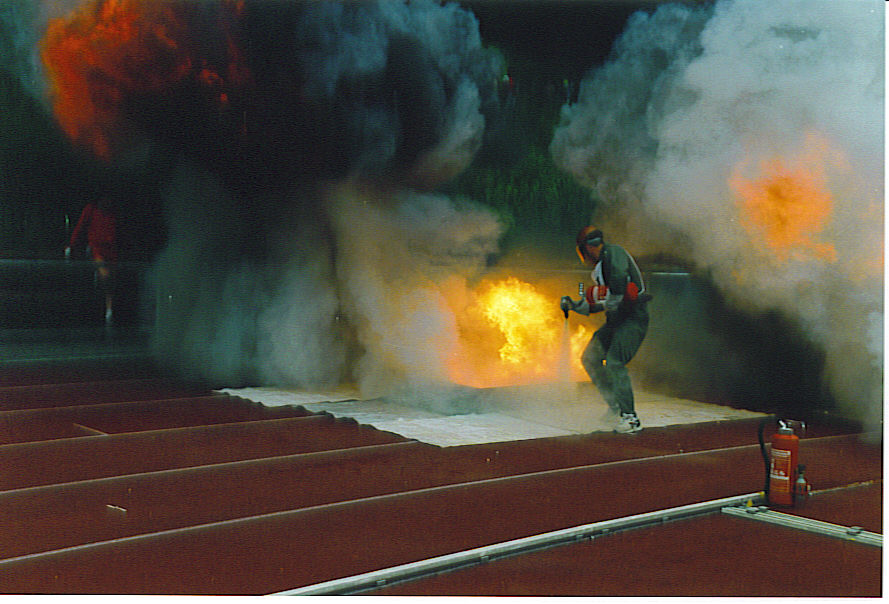
X. Internationale Feuerwehrsportwettkämpfe 1993 in Berlin, Disziplin 4 × 100-m-Hindernisstaffel – Freiwillige Feuerwehren

Es gibt drei Wettkampfarten, welche in zeitlichen Abständen eingeführt wurden:
- 1961–1969: Traditionelle Internationale Feuerwehrwettbewerbe
- 1973–1977: Traditionelle Internationale Feuerwehrwettbewerbe und Internationale Feuerwehrsportwettkämpfe
- 1981: Traditionelle Internationale Feuerwehrwettbewerbe, Internationale Feuerwehrsportwettkämpfe (für Berufsfeuerwehr (BF)) und Internationale Jugendfeuerwehrwettbewerbe
- ab 1985: Traditionelle Internationale Feuerwehrwettbewerbe, Internationale Feuerwehrsportwettkämpfe (für BF und Freiwillige Feuerwehren (FF)) und Internationale Jugendfeuerwehrwettbewerbe[2]

### Traditionelle Internationale Feuerwehrwettbewerbe (TIF)
Grundlage für die im Jahr 1961 eingeführten traditionellen Feuerwehrwettkämpfe sind die Wettkampfvorschriften von 1951 aus Österreich. Sie teilen sich in zwei Disziplinen auf, die von der angetretenen Mannschaft durchgeführt werden müssen.

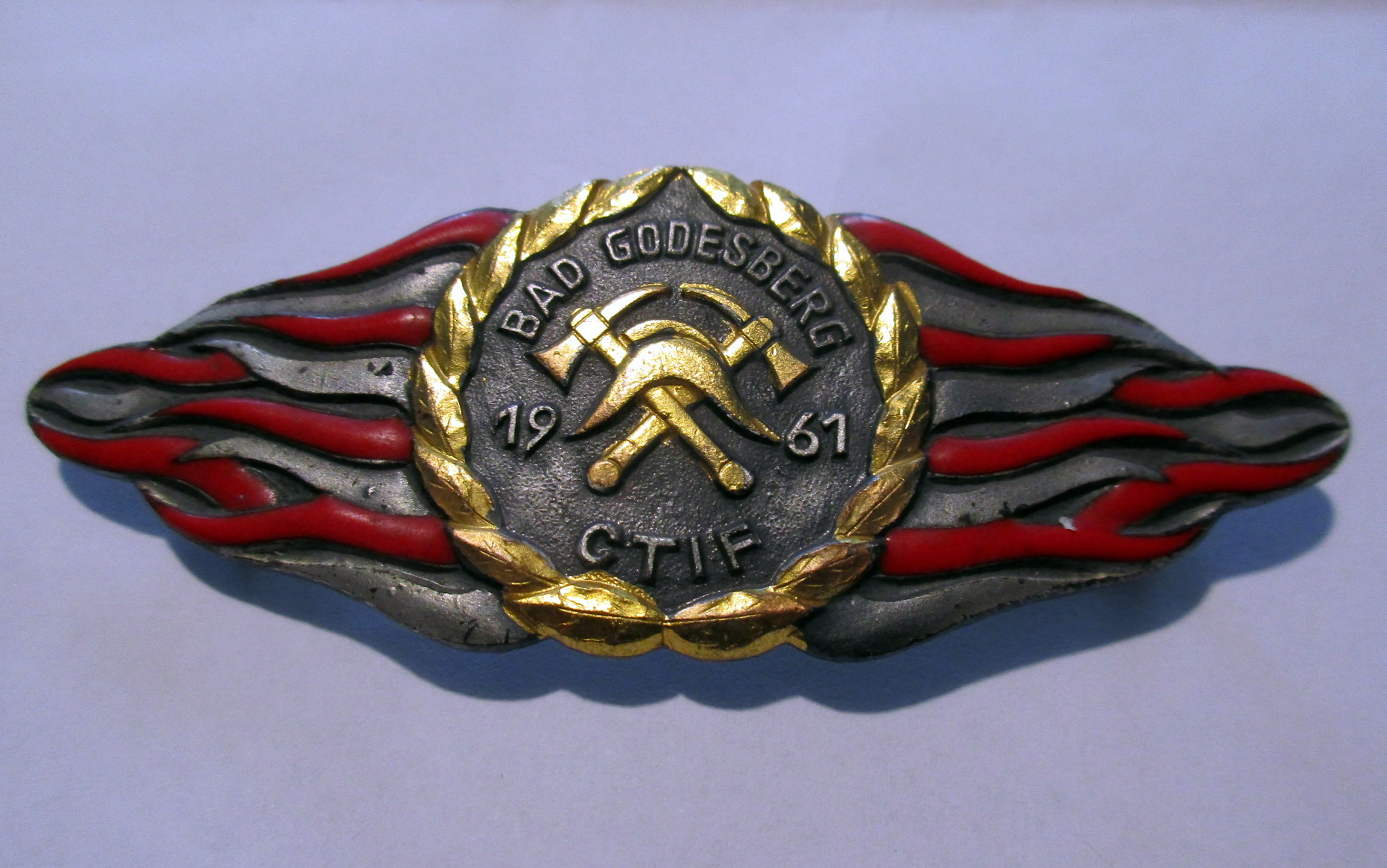
1. CTIF Leistungsspange 1961

#### Löschangriff (trocken)
Beim trockenen Löschangriff wird ein Einsatz mit einer Gruppe (neun Feuerwehrleute) simuliert. Nachdem der Gruppenführer oder Gruppenkommandant den Einsatzbefehl erteilt hat, hat die Mannschaft Schlauchleitungen von der Wasserentnahmestelle bis zu den beiden C-Stahlrohren aufzubauen. Dabei wird neben der benötigten Zeit auch die regelkonforme Durchführung bewertet. Für den Aufbau werden folgende Geräte benutzt:
- 1 Tragkraftspritze oder eine entsprechende Attrappe
- 4 A-Saugschläuche
- 2 B-Druckschläuche
- 6 C-Druckschläuche
- 2 C-Strahlrohre
- 1 Verteiler
- 1 Saugkorb
- 2 Leinen
- 3 Kupplungsschlüssel
- Schlauchbinden und Schlauchhalter

#### Hindernis-Staffellauf
Der Hindernis-Staffellauf hat eine Länge von 400 Metern und ist in acht gleiche Teilstrecken unterteilt. Jeweils nach 50 Metern wird das mitgeführte Strahlrohr als Staffelstab übergeben. Im dritten Bahnabschnitt steht ein sechs Meter langer und 60 cm hoher Schwebebalken. Im siebten Abschnitt steht eine 150 cm hohe Hinderniswand. Im achten Abschnitt befindet sich eine acht Meter lange Kriechstrecke (Rohr, Durchmesser 70 bis 80 cm). Bei den Frauen wird die Hinderniswand durch einen zweiten Schwebebalken im vierten Abschnitt ersetzt. Auch hier werden neben der benötigten Zeit Bewertungspunkte von den Kampfrichtern vergeben, um einen Vergleich zu ermöglichen.

### Internationale Feuerwehrsportwettkämpfe (IFS)
Beim Feuerwehrsport handelt es sich um einen Leistungssport, der von den Sportlern Leistungsbereitschaft, Ausdauer, Geschicklichkeit und Schnelligkeit abfordert. Die wohl interessantesten Disziplinen sind dabei die Zweikampf-Disziplinen des 100-Meter-Hindernislaufs und des Hakenleitersteigens, offiziell: „Aufstieg mit der Hakenleiter“.
Im Feuerwehrsport wird zwischen Mannschafts- und Einzeldisziplinen unterschieden. Einzeldisziplinen sind der 100-Meter-Hindernislauf und das Hakenleitersteigen (nur Männer), Mannschaftsdisziplinen sind die 4×100-Meter-Feuerwehrstafette, der Löschangriff Nass und die Gruppenstafette (nur Frauen).
Bei den alle vier Jahre stattfindenden Internationalen Feuerwehrsportwettkämpfen des CTIF werden die jeweils drei erstplatzierten Wettkämpfer, Staffeln und Mannschaften mit der Internationalen Feuerwehrsportwettkampfmedaille ausgezeichnet.

### Internationale Jugendfeuerwehrwettbewerbe (IJFW)
Im Jahr 1977 wurde diese Wettkampfart vom CTIF eingeführt, um auch den Kindern und Jugendlichen (12 bis 16 Jahre) der Feuerwehr eine Möglichkeit zu geben, sich international zu vergleichen. Die Wettkämpfe der Jugend finden alle zwei Jahre statt.
Die Wettkampfgruppe (10 Sportler) startet in zwei Disziplinen. In der Feuerwehrhindernisübung (A-Teil) werden von der Gruppe mehrere Aufgaben auf Zeit durchgeführt. Die Bewertung erfolgt nach Zeit und korrekter Erfüllung der Aufgaben. Beim 400-Meter-Staffellauf mit Hindernissen starten neun Jugendliche und nehmen ein C-Strahlrohr als Staffelstab. In sechs der neun Bahnabschnitte sind Hindernisse zu bewältigen.

## Austragungsorte

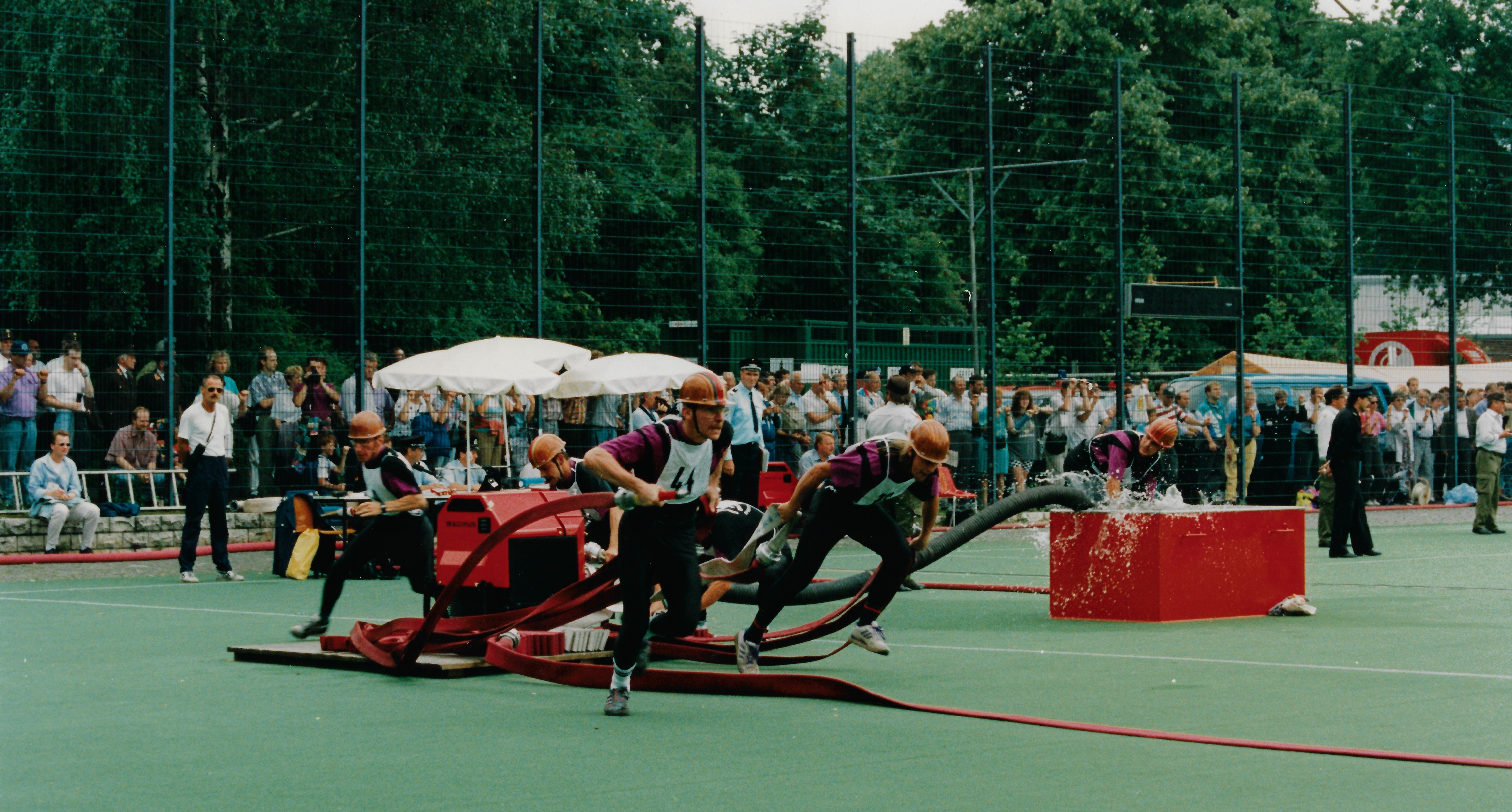
X. Internationale Feuerwehrsportwettkämpfe 1993 in Berlin, Disziplin Löschangriff FF – Sieger: Mannschaft FF Beselich–Obertiefenbach

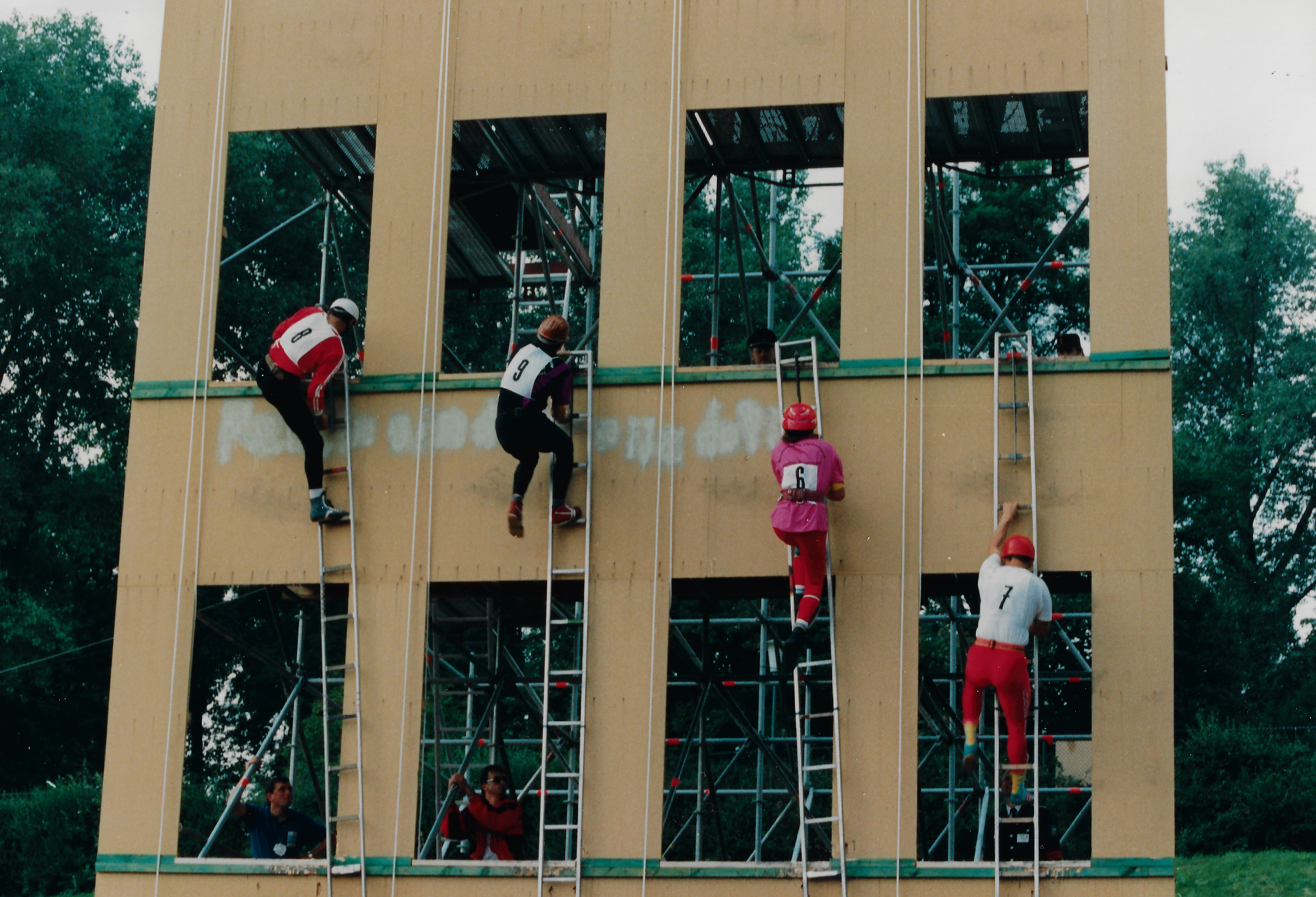
X. Internationale Feuerwehrsportwettkämpfe 1993 in Berlin, Disziplin Hakenleitersteigen – Freiwillige Feuerwehren

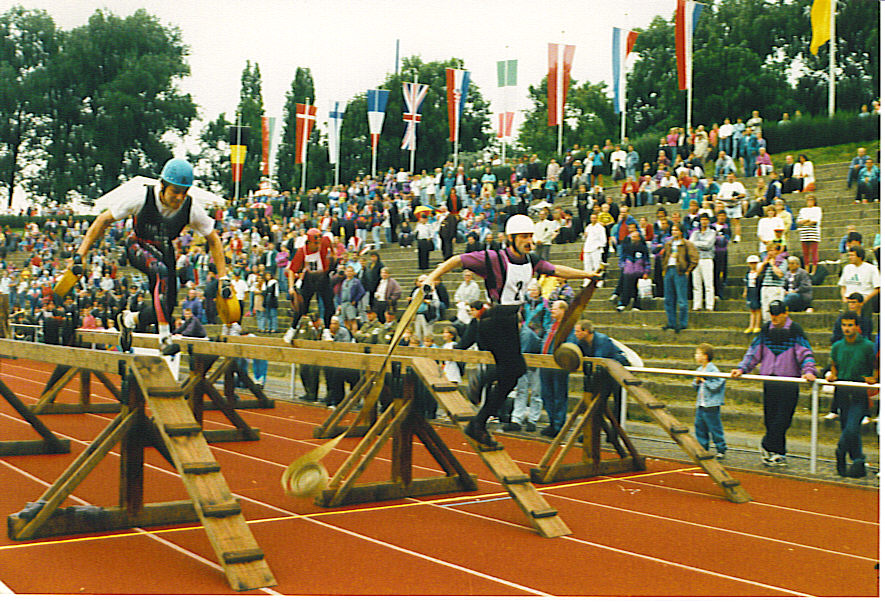
X. Internationale Feuerwehrsportwettkämpfe 1993 in Berlin, Disziplin 100-m-Hindernislauf – Freiwillige Feuerwehren

| Wettbewerb | Jugend | Jahr | Austragungsort                      | von – bis     | Wettkampfarten |
| ---------- | ------ | ---- | ----------------------------------- | ------------- | -------------- |
| I.         | –      | 1961 | Bad Godesberg, Deutschland          | 21.07.–26.07. | TIF            |
| II.        | –      | 1963 | Mülhausen, Frankreich               | 02.09.–08.09. | TIF            |
| III.       | –      | 1966 | Karlovac, im heutigen Kroatien      | 03.09.–11.09. | TIF            |
| IV.        | –      | 1969 | Krems, Österreich                   | 01.07.–07.07. | TIF            |
| V.         | –      | 1973 | Brünn, im heutigen Tschechien       | 09.07.–16.07. | TIF, IFS       |
| VI.        | –      | 1977 | Trient, Italien                     | 31.07.–07.08. | TIF, IFS       |
| -          | I.     | 1977 | Ettelbrück, Luxemburg               | 20.07.–24.07. | IJFW           |
| -          | II.    | 1979 | Perchtoldsdorf, Österreich          | 08.08.–12.08. | IJFW           |
| VII.       | III.   | 1981 | Böblingen, Deutschland              | 19.07.–27.07. | TIF, IFS, IJFW |
| -          | IV.    | 1983 | Veldhoven, Niederlande              | 24.07.–31.07. | IJFW           |
| VIII.      | V.     | 1985 | Vöcklabruck, Österreich             | 15.07.–21.07. | TIF, IFS, IJFW |
| -          | VI.    | 1987 | Havlíčkův Brod, heutiges Tschechien | 22.07.–28.07. | IJFW           |
| IX.        | VII.   | 1989 | Warschau, Polen                     | 24.07.–31.07. | TIF, IFS, IJFW |
| -          | VIII.  | 1991 | Lappeenranta, Finnland              | 15.07.–21.07. | IJFW           |
| X.         | IX.    | 1993 | Berlin, Deutschland                 | 11.07.–17.07. | TIF, IFS, IJFW |
| -          | X.     | 1995 | Arco, Italien                       | 23.07.–29.07. | IJFW           |
| XI.        | XI.    | 1997 | Herning, Dänemark                   | 06.07.–12.07. | TIF, IFS, IJFW |
| -          | XII.   | 1999 | Altkirch, Frankreich                | 11.07.–17.07. | IJFW           |
| XII.       | XIII.  | 2001 | Kuopio, Finnland                    | 22.07.–28.07. | TIF, IFS, IJFW |
| -          | XIV.   | 2003 | Kapfenberg, Österreich              | 20.07.–26.07. | IJFW           |
| XIII.      | XV.    | 2005 | Varaždin, Kroatien                  | 17.07.–24.07. | TIF, IFS, IJFW |
| -          | XVI.   | 2007 | Revinge, Schweden                   | 15.07.–22.07. | IJFW           |
| XIV.       | XVII.  | 2009 | Ostrava, Tschechien                 | 19.07.–26.07. | TIF, IFS, IJFW |
| -          | XVIII. | 2011 | Kočevje, Slowenien                  | 17.07.–24.07. | IJFW           |
| XV.        | XIX.   | 2013 | Mülhausen, Frankreich               | 14.07.–21.07. | TIF, IFS, IJFW |
| -          | XX.    | 2015 | Opole, Polen                        | 19.07.–26.07. | IJFW           |
| XVI.       | XXI.   | 2017 | Villach, Österreich                 | 09.07.–16.07. | TIF, IFS, IJFW |
| -          | XXII.  | 2019 | Martigny, Schweiz                   | 14.07.–21.07. | IJFW           |
| XVII.      | XXIII. | 2022 | Celje, Slowenien                    | 17.07.–24.07. | TIF, IFS, IJFW |
| -          | XXIV.  | 2024 | Borgo Valsugana, Italien            | 21.07.–28.07. | IJFW           |
| XVIII.     | XXV.   | 2026 | Sumperk, Tschechien                 | 13.07.–19.07. | IFS, IJFW      |
| XVIII.     |        | 2026 | Eisenstadt, Österreich              | 23.07.–26.07. | TIF            |

## Teilnehmende Gruppen
Die 40 Mitgliedsländer des CTIF dürfen jeweils eine begrenzte Anzahl von Gruppen zu den Wettkämpfen entsenden. Dabei gibt es die Unterteilung in Berufsfeuerwehr, Freiwillige Feuerwehr und Frauengruppen.

### Deutschland

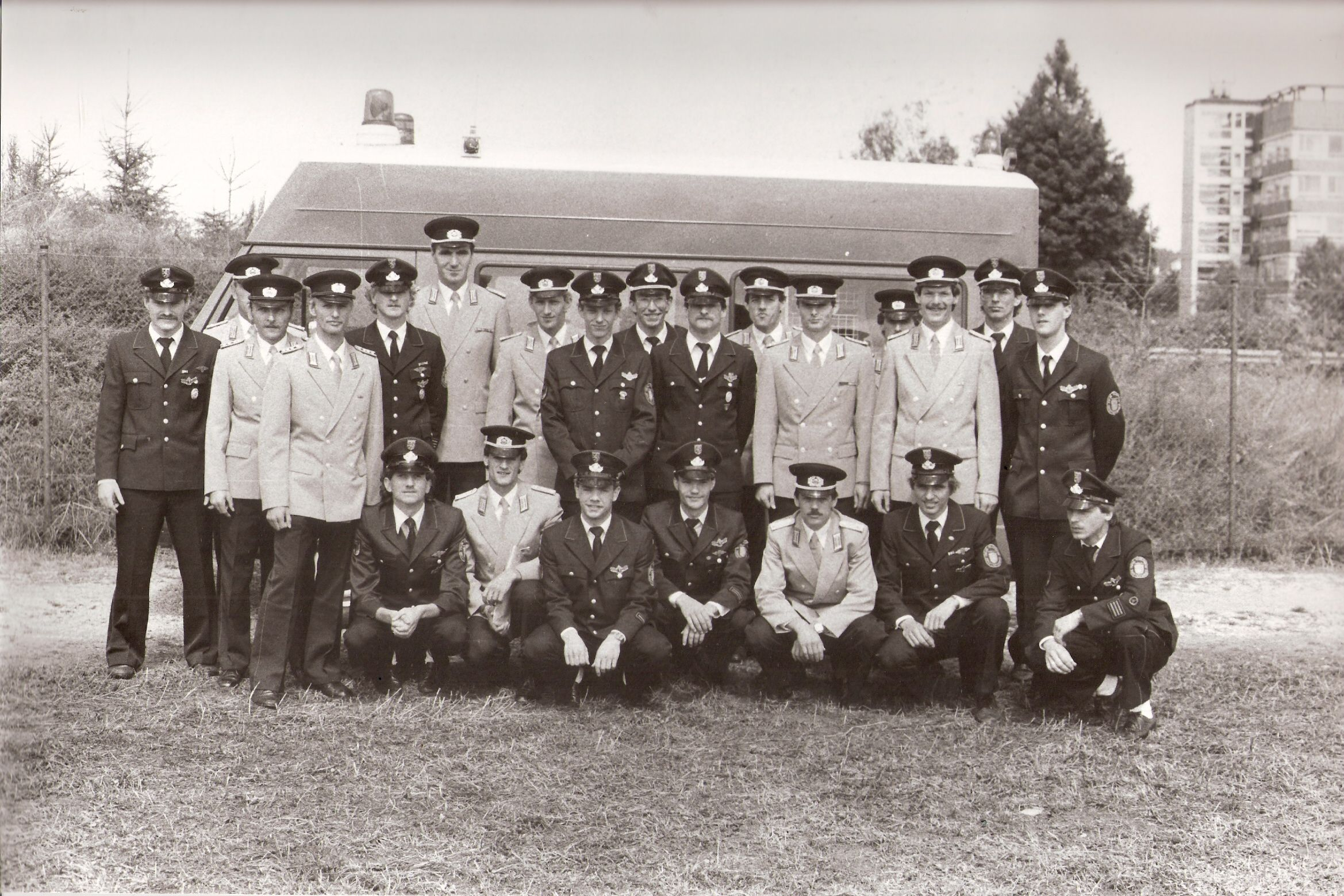
VIII. Feuerwehrolympiade des CTIF am 21. Juli 1985: Bereits vier Jahre vor der Wende kam es zu einer deutsch-deutschen Begegnung. Die DDR-Feuerwehr-Nationalmannschaft der Berufsfeuerwehren (helle Uniformen) und die einzige Sportwettkampf-Mannschaft des Deutschen Feuerwehrverbandes, die FF Beselich-Obertiefenbach (dunkle Uniformen).

Für die Qualifikation der deutschen Wettkampfgruppen gibt es die Deutsche Meisterschaft im Feuerwehrsport (ehemals Bundesausscheid). Diese findet alle vier Jahre statt. Im Jahr 2008 qualifizierten sich insgesamt 20 Gruppen für die Teilnahme an der XIV. Feuerwehrolympiade des CTIF in Ostrava.
| Wettbewerb | Jahr | Austragungsort       | von – bis     | Wettkampfarten |
| ---------- | ---- | -------------------- | ------------- | -------------- |
| 1.         | 1972 | Frankfurt am Main    | 24.06.–02.07. | TIF            |
| 2.         | 1976 | Holzminden           | 17.09.–18.09. | TIF            |
| 3.         | 1980 | Hannover             | 13.06.–14.06. | TIF            |
| 4.         | 1984 | Holzminden           | 01.06.–02.06. | TIF            |
| 5.         | 1988 | Hannover             | 27.05.–28.05. | TIF, IJFW      |
| 6.         | 1992 | Olpe                 | 19.06.–20.06. | TIF, IJFW      |
| 7.         | 1996 | Böblingen            | 25.07.–27.07. | TIF, IFS, IJFW |
| 8.         | 2000 | Augsburg             | 21.06.–24.06. | TIF, IFS, IJFW |
| 9.         | 2004 | Halle (Saale)        | 14.07.–18.07. | TIF, IFS, IJFW |
| 10.        | 2008 | Böblingen            | 23.07.–26.07. | TIF, IFS, IJFW |
| 11.        | 2012 | Cottbus              | 25.07.–29.07. | TIF, IFS, IJFW |
| 12.        | 2016 | Rostock              | 28.07.–30.07. | TIF, IFS, IJFW |
| 13.        | 2022 | Mühlhausen/Thüringen | 03.06.–06.06. | TIF, IFS       |

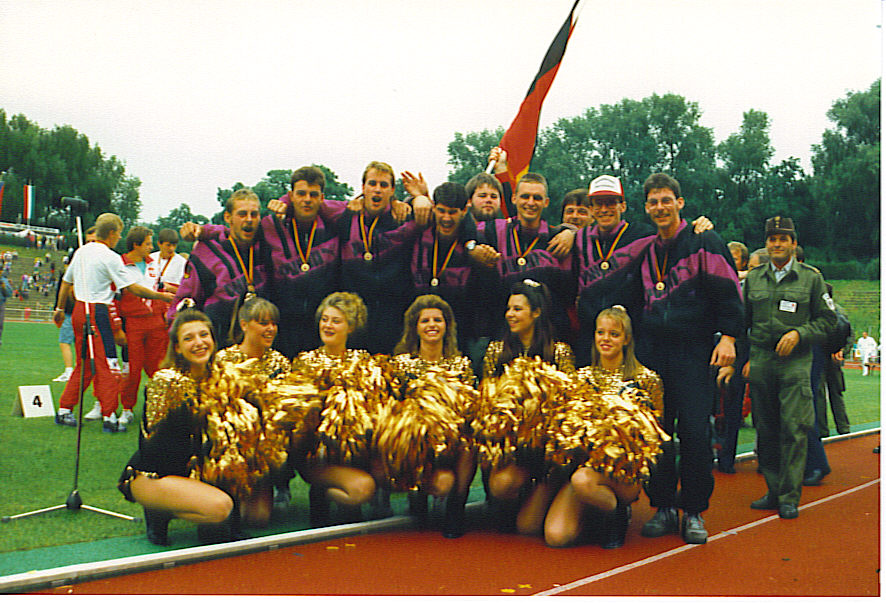
X. Internationale Feuerwehrsportwettkämpfe 1993 in Berlin, Sieger in der Disziplin Löschangriff – FF Beselich-Obertiefenbach

Von den teilnehmenden deutschen Gruppen wurden folgende deutsche Mannschaften Weltmeister:
| Jahr | Austragungsort | Feuerwehrwettbewerb                                               | Mannschaft                 | Bundesland      |
| ---- | -------------- | ----------------------------------------------------------------- | -------------------------- | --------------- |
| 1973 | Brünn          | Feuerwehrsportwettkämpfe – Löschangriff                           | BF DDR                     |                 |
| 1981 | Böblingen      | Feuerwehrsportwettkämpfe – Löschangriff                           | BF DDR                     |                 |
| 1985 | Vöcklabruck    | Feuerwehrsportwettkämpfe – Löschangriff                           | BF DDR                     |                 |
| 1985 | Vöcklabruck    | Traditionelle Feuerwehrwettbewerbe ohne Alterspunkte              | FF Nidderau-Eichen         | Hessen          |
| 1985 | Vöcklabruck    | Traditionelle Feuerwehrwettbewerbe mit Alterspunkten              | FF Friedrichsthal          | Saarland        |
| 1993 | Berlin         | Feuerwehrsportwettkämpfe – Löschangriff                           | FF Beselich-Obertiefenbach | Hessen          |
| 1993 | Berlin         | Feuerwehrsportwettkämpfe – 4×100-Meter-Feuerwehrstafette          | FF Berlin                  | Berlin          |
| 1993 | Berlin         | Traditionelle Feuerwehrwettbewerbe ohne Alterspunkte              | FF Bundenthal              | Rheinland-Pfalz |
| 1993 | Berlin         | Traditionelle Feuerwehrwettbewerbe mit Alterspunkten              | FF Asendorf II             | Niedersachsen   |
| 1997 | Herning        | Traditionelle Feuerwehrwettbewerbe mit Alterspunkten (Frauen)     | FF Asendorf 2              | Niedersachsen   |
| 2001 | Kuopio         | Feuerwehrsportwettkämpfe – 4×100-Meter-Feuerwehrstafette (Frauen) | FF Muldentalkreis          | Sachsen         |
| 2013 | Mülhausen      | Feuerwehrsportwettkämpfe – Löschangriff                           | FF Team Lausitz            | Brandenburg     |
| 2017 | Villach        | Feuerwehrsportwettkämpfe – Löschangriff                           | FF Märkisch-Oderland       | Brandenburg     |

### Österreich

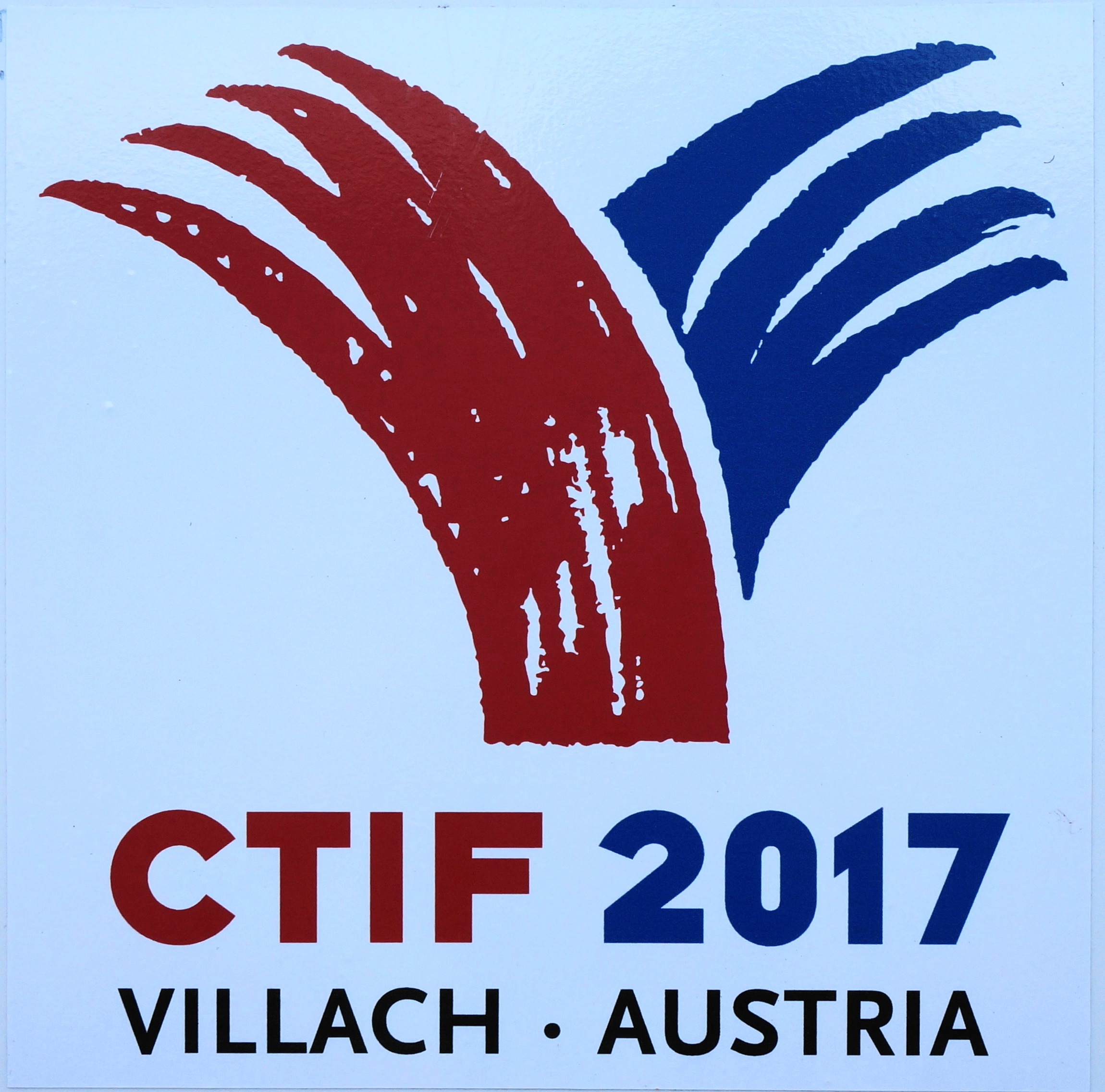
Logo für die Bewerbe in Kärnten

Aus Österreich nahmen an den traditionellen Wettbewerben zwischen 1961 und 2009 insgesamt 88 Gruppen teil. 2013 kamen die Gruppen 89 (Kirnberg NÖ), 90 (Niederabsdorf, NÖ), 91 (Königschlag – Gemeinde Schenkenfelden OÖ) und 92 (Ludesch, Vlbg) hinzu. Erfolgreich waren beispielsweise Gruppen aus Sankt Martin im Mühlkreis, Eichhorn, St. Pölten, Mistelbach, Grafenbach, Oberkreuzstetten, Kürnberg, Palterndorf, Zillingdorf, Zillingtal, Furth, Leopoldsdorf, Gloggnitz, Wiesenfeld, Ossarn, Ebersegg – Gemeinde St. Ulrich bei Steyr (Sieger 1989, 2013), Weeg (5-facher Sieger 1997, 2001, 2005, 2009, 2013), Au im Bregenzerwald (Weltrekord in Kuopio Finnland im Löschangriff), Neufeld an der Leitha (inges. 4 ×; 1993: Weltrekordhalter der Freiwilligen Feuerwehren beim Hindernis-Staffellauf (9 × 50 m)-trad. Bewerb), Ainet.
Der Modus für die erfolgreiche Qualifikation ist unterschiedlich in den Bundesländern, beispielsweise in Oberösterreich dürfen die zwei Gruppen, die in aufeinanderfolgenden Jahren zusammengerechnet die meisten Punkte in der Wertungsklasse A ohne Alterspunkte erreichen, teilnehmen.
Von den Jugendgruppen nahmen zwischen 1977 und 2009 20 Gruppen teil, wie Tragwein (9-fache Teilnahme 1995, 1997, 1999, 2001, 2005, 2007, 2009, 2011, 2015), Winden-Windegg (5-fache Teilnahme 2005, 2009, 2011, 2013, 2015), Erdleiten, Weeg, Pöndorf, Perchtoldsdorf (2003), Kürnberg, Sankt Martin im Mühlkreis (5-fache Teilnahme), Ruprechtshofen, Dirnbach (2003) und Hainfeld. Die Jugendgruppen aus Österreich konnte auch schon einige Weltmeister stellen, so beispielsweise Tragwein (4-facher Sieger 1995, 1997, 2005, 2007), Kürnberg (2003), Weeg (2013), Bad Mühllacken (2017, 2019) und Guggenberg (2024).
| Jugend | Jahr | Austragungsort                      | Weltmeister                        | Österreichische Teilnehmer                                                              |
| ------ | ---- | ----------------------------------- | ---------------------------------- | --------------------------------------------------------------------------------------- |
| I.     | 1977 | Ettelbrück, Luxemburg               | Negenborn (DE)                     | Girm, Kalsdorf                                                                          |
| II.    | 1979 | Perchtoldsdorf, Österreich          | Kalsdorf (AUT)                     | Kalsdorf, Hainfeld                                                                      |
| III.   | 1981 | Böblingen, Deutschland              | Neckenmarkt (AUT)                  | Neckenmarkt, St. Peter am Hart                                                          |
| IV.    | 1983 | Veldhoven, Niederlande              | Spišská Nová Ves (CSR)             | Pöndorf, St. Peter am Hart                                                              |
| V.     | 1985 | Vöcklabruck, Österreich             | Erdmannsdorf (AUT)                 | Erdmannsdorf, Pinkafeld                                                                 |
| VI.    | 1987 | Havlíčkův Brod, heutiges Tschechien | Veľká Hradná (CSR)                 | Ruprechtshofen,?                                                                        |
| VII.   | 1989 | Warschau, Polen                     | Neckenmarkt (AUT)                  | Neckenmarkt, Oberbairing                                                                |
| VIII.  | 1991 | Lappeenranta, Finnland              | Bratislava Petrzalka (SVK)         | Neckenmarkt, Pöndorf, Summerau                                                          |
| IX.    | 1993 | Berlin, Deutschland                 | Erdmannsdorf (AUT)                 | Erdmannsdorf, Summerau                                                                  |
| X.     | 1995 | Arco, Italien                       | Tragwein (AUT)                     | St. Martin im Mühlkreis, Tragwein, Erdmannsdorf                                         |
| XI.    | 1997 | Herning, Dänemark                   | Tragwein (AUT)                     | St. Martin im Mühlkreis, Tragwein, Erdmannsdorf                                         |
| XII.   | 1999 | Altkirch, Frankreich                | Hinterberg (AUT)                   | Hinterberg, St. Martin im Mühlkreis, Tragwein                                           |
| XIII.  | 2001 | Kuopio, Finnland                    | Brand (RUS)                        | Hinterberg, Perchtoldsdorf, Tragwein                                                    |
| XIV.   | 2003 | Kapfenberg, Österreich              | Kürnberg (AUT)                     | Kürnberg, Dirnbach, Perchtoldsdorf                                                      |
| XV.    | 2005 | Varaždin, Kroatien                  | Tragwein (AUT)                     | Kürnberg, Tragwein, Winden-Windegg,                                                     |
| XVI.   | 2007 | Revinge, Schweden                   | Tragwein (AUT)                     | Hinterberg, Tragwein, Wagenhub                                                          |
| XVII.  | 2009 | Ostrava, Tschechien                 | SDH Chlumec nad Cidlinou (CZE)     | Erdleiten, Tragwein, Winden-Windegg                                                     |
| XVIII. | 2011 | Kočevje, Slowenien                  | SDH Chlumec nad Cidlinou (CZE)     | Tragwein, Winden-Windegg                                                                |
| XIX.   | 2013 | Mülhausen, Frankreich               | Weeg (AUT)                         | Weeg, Winden-Windegg                                                                    |
| XX.    | 2015 | Opole, Polen                        | MDP Gluchow/wlkp. (POL)            | Tragwein, Winden-Windegg, Weeg                                                          |
| XXI.   | 2017 | Villach, Österreich                 | Bad Mühllacken (AUT)               | Bad Mühllacken, Guggenberg, St. Martin im Mühlkreis, Mitteregg-Haagen-Sand (weibl.)     |
| XXII.  | 2019 | Martigny, Schweiz                   | Bad Mühllacken (AUT)               | Bad Mühllacken, St. Martin im Mühlkreis, Waldneukirchen, Mitteregg-Haagen-Sand (weibl.) |
| XXIII. | 2022 | Celje, Slowenien                    | PGD Drenov Grič-Lesno BRDO 1 (SLO) | Mitteregg-Haagen-Sand (weibl.), St. Martin im Mühlkreis, Waldneukirchen, Bad Mühllacken |
| XXIV.  | 2024 | Borgo Valsugana, Italien            | Guggenberg (AUT)                   | Bad Mühllacken, Guggenberg, Mitteregg-Haagen-Sand (weibl.)                              |
| XXV.   | 2026 | Sumperk, Tschechien                 |                                    | Guggenberg                                                                              |

Bei den Jugendgruppen erfolgt die Qualifikation im Zuge des Bundesfeuerwehrjugendleistungsbewerbs.

## Medaillenränge

### Jugend
| Jahr | Wertung       | Gold                                           | Gold                       | Silber                                         | Silber                    | Bronze                                         | Bronze                  |
| ---- | ------------- | ---------------------------------------------- | -------------------------- | ---------------------------------------------- | ------------------------- | ---------------------------------------------- | ----------------------- |
| 1977 | männlich/gem. | Deutschland                                    | Negenborn                  | Deutschland                                    | Densberg                  | Osterreich                                     | Girm                    |
| 1979 | männlich/gem. | Osterreich                                     | Kalsdorf                   | Ungarn                                         | Val                       | Deutschland                                    | Nieder-Roden            |
| 1981 | männlich/gem. | Osterreich                                     | Neckenmarkt                | Osterreich                                     | St. Peter am Hart         | Italien                                        | Sarnthein               |
| 1983 | männlich/gem. | Tschechoslowakei                               | Spišská Nová Ves           | Osterreich                                     | Pöndorf                   | Osterreich                                     | St. Peter am Hart       |
| 1985 | männlich/gem. | Osterreich                                     | Erdmannsdorf               | Italien                                        | Corpa Nazionale           | Tschechoslowakei                               | Chlumec n. Cidlinou     |
| 1987 | männlich/gem. | Tschechoslowakei                               | Veľká Hradná               | Tschechoslowakei                               | Z.S. Lumumbova            | Osterreich                                     | Ruprechtshofen          |
| 1989 | männlich/gem. | Osterreich                                     | Neckenmarkt                | Italien                                        | Corpa Nazionale           | Polen                                          | Kamienica               |
| 1991 | männlich/gem. | Tschechoslowakei                               | Bratislava Petrzalka       | Osterreich                                     | Pöndorf                   | Portugal                                       | Rebordosa               |
| 1991 | weibl.        | Finnland                                       | Nuijamaa                   | Portugal                                       | Leixões                   | Polen                                          | OSP Leszno              |
| 1993 | männlich/gem. | Osterreich                                     | Erdmannsdorf               | Slowakei                                       | Bratislava Petrzalka      | Osterreich                                     | Summerau                |
| 1993 | weibl.        | Slowakei                                       | Bratislava Petrzalka       | Jugoslawien Sozialistische Föderative Republik | DVD Kastel Sukurac        | Finnland                                       | Posio 1                 |
| 1995 | männlich/gem. | Osterreich                                     | Tragwein                   | Osterreich                                     | St. Martin im Mühlkreis   | Tschechien                                     | SDH Karolinka           |
| 1995 | weibl.        | Jugoslawien Sozialistische Föderative Republik | Desno Trebarjewo           | Polen                                          | MDP Barchlin              | ?                                              | ?                       |
| 1997 | männlich/gem. | Osterreich                                     | Tragwein                   | Osterreich                                     | St. Martin im Mühlkreis   | Osterreich                                     | Erdmannsdorf            |
| 1997 | weibl.        | Slowakei                                       | Podunaske Biskupice        | Jugoslawien Sozialistische Föderative Republik | DVD Strahoninec           | Polen                                          | MDP Barchlin            |
| 1999 | männlich/gem. | Osterreich                                     | Hinterberg                 | Osterreich                                     | Tragwein                  | Osterreich                                     | St. Martin im Mühlkreis |
| 1999 | weibl.        | Slowakei                                       | Podunaske Biskupice        | Jugoslawien Sozialistische Föderative Republik | Desno Trebarjewo          | Jugoslawien Sozialistische Föderative Republik | PGP Dobrna 1            |
| 2001 | männlich/gem. | Russland                                       | Brand                      | Osterreich                                     | Tragwein                  | Jugoslawien Sozialistische Föderative Republik | PGD Gomilsko            |
| 2001 | weibl.        | Polen                                          | Barchlin                   | Jugoslawien Sozialistische Föderative Republik | PGP Dobrna 1              | Jugoslawien Sozialistische Föderative Republik | Muzlja                  |
| 2003 | männlich/gem. | Osterreich                                     | Kürnberg                   | Tschechien                                     | Tschechien 1              | Osterreich                                     | Dirnbach                |
| 2003 | weibl.        | Slowenien                                      | Andraz nad Polzelo         | Kroatien                                       | Jalševec Breški           | Polen                                          | MDP Niechobrz Dolny     |
| 2005 | männlich/gem. | Osterreich                                     | Tragwein                   | Osterreich                                     | Winden-Windegg            | Osterreich                                     | Kürnberg                |
| 2005 | weibl.        | Slowakei                                       | DHZ-ZS Siroke 2            | Tschechien                                     | Piskova Lhota             | Polen                                          | OSP Skotniki            |
| 2007 | männlich/gem. | Osterreich                                     | Tragwein                   | Osterreich                                     | Hinterberg                | Osterreich                                     | Wagenhub                |
| 2007 | weibl.        | Slowakei                                       | DHZ-ZS Siroke 2            | Ungarn                                         | Becsekely Öte             | Slowenien                                      | PGD Gomilsko            |
| 2009 | männlich/gem. | Tschechien                                     | Chlumec n. Cidlinou        | Russland                                       | Brand                     | Deutschland                                    | Oberneuenkirchen 1      |
| 2009 | weibl.        | Slowenien                                      | Zbilje                     | Kroatien                                       | Jalševec Breški           | Tschechien                                     | Piskova Lhota           |
| 2011 | männlich/gem. | Tschechien                                     | SDH Chlumec nad Cidlinou   | Slowenien                                      | Pamece-Trobje 1           | Osterreich                                     | Winden-Windegg          |
| 2011 | weibl.        | Slowenien                                      | Pamece-Trobje 1            | Slowenien                                      | Zbilje                    | Kroatien                                       | Josipdol                |
| 2013 | männlich/gem. | Osterreich                                     | Weeg                       | Russland                                       | VDPO-Russia               | Tschechien                                     | SDH Ponikla             |
| 2013 | weibl.        | Slowenien                                      | Pamece-Trobje 1            | Tschechien                                     | SDH Písková Lhota         | Slowakei                                       | ZŠ-DHZ Šunava           |
| 2015 | männlich/gem. | Polen                                          | MDP Gluchow/wlkp.          | Osterreich                                     | Tragwein                  | Italien                                        | Trentino                |
| 2015 | weibl.        | Tschechien                                     | SDH Piskova Lhota          | Slowenien                                      | PGD Zbilje                | Slowakei                                       | ZS-DHZ Sunava           |
| 2017 | männlich/gem. | Osterreich                                     | Bad Mühllacken             | Osterreich                                     | Sankt Martin im Mühlkreis | Osterreich                                     | Guggenberg              |
| 2017 | weibl         | Tschechien                                     | SDH Piskova Lhota          | Osterreich                                     | Mitteregg-Haagen-Sand     | Slowenien                                      | PGD Andraz Nad Polzelo  |
| 2019 | männlich/gem. | Osterreich                                     | Bad Mühllacken             | Osterreich                                     | Sankt Martin im Mühlkreis | Italien                                        | Trentino                |
| 2019 | weibl.        | Slowenien                                      | PGD Zbilje                 | Tschechien                                     | SDH Písková Lhota         | Kroatien                                       | Nuštar                  |
| 2022 | männlich/gem. | Slowenien                                      | PGD DRENOV GRIC-LESNO BRDO | Tschechien                                     | SDH Bludov                | Osterreich                                     | Waldneukirchen          |
| 2022 | weibl.        | Tschechien                                     | SDH Písková Lhota          | Kroatien                                       | Nustar DVD                | Italien                                        | Trentino F.             |
| 2024 | männlich/gem. | Osterreich                                     | Guggenberg                 | Polen                                          | Gluchow                   | Tschechien                                     | SDH Písková Lhota       |
| 2024 | weibl.        | Tschechien                                     | SDH Písková Lhota          | Polen                                          | PRZYTKOWICE               | Italien                                        | Trentino F.             |